# Claudio Zanetti
Claudio Zanetti (Bülach, 16 giugno 1967) è un politico svizzero, aderente all'Unione Democratica di Centro.

## Biografia

### Vita e occupazione
Claudio Zanetti è nato a Bülach, nel cantone svizzero di Zurigo, da genitori originari di Lucerna e Poschiavo, Grigioni.
In gioventù ha frequentato al liceo dell'abbazia di Engelberg, per poi laurearsi in seguito in legge. Il suo primo impiego è stato quello di consulente di pubbliche relazioni in un'agenzia di comunicazione a Zurigo. Nel 1999 è diventato amministratore delegato del partito nel canton Zurigo, dove corse fino al 2007. Oggi è di nuovo impegnato in attività di pubbliche relazioni.
Zanetti è sposato e vive in Gossau, Zurigo.

### Carriera politica
La carriera politica di Zanetti ha avuto inizio con l'entrata nei Giovani liberali radicali svizzeri (JLK) nel 1988. Zanetti trascorse cinque anni nel Partito Popolare Democratico di Küsnacht, Zurigo, per poi confluire, infine, nell'Unione Democratica di Centro. Dal 2003 al 2015 è stato membro del consiglio cantonale di Zurigo.
Zanetti è stato eletto al consiglio nazionale il 18 ottobre 2015, nelle elezioni federali dello stesso anno, per poi essere eletto membro della commissione affari legali. Fa parte del consiglio cantonale di Zurigo e della Società Svizzera-Israele. Nel maggio 2016 ha perso le elezioni per la presidenza della sezione cantonale zurighese del partito contro Konrad Langhart.